# بیچ گروو (آرکانزاس)
بیچ گروو (به انگلیسی: Beech Grove) یک منطقهٔ مسکونی در ایالات متحده آمریکا است که در شهرستان گرین، آرکانزاس واقع شده‌است. بیچ گروو ۹۳٫۸۸ متر بالاتر از سطح دریا واقع شده‌است.